# Norbert von Hannenheim
Norbert von Hannenheim, cu numele complet Norbert Wolfgang Stephan Hann von Hannenheim (n. 15 mai 1898, Sibiu, Austro-Ungaria – d. 29 septembrie 1945, Międzyrzecz, Voievodatul Lubusz, Polonia) a fost un compozitor german născut în Austro-Ungaria. Este văzut ca unul dintre cei mai străluciți elevi târzii ai lui Arnold Schoenberg.

## Viața
Membru al comunității saxone din Transilvania, Hannenheim s-a născut în orașul Sibiu (în germană Hermannstadt). A frecventat Liceul German din Sibiu și a primit lecții private de pian. Hannenheim s-a ocupat cu muzica încă din copilărie și ocazional a scris compoziții ca autodidact. În 1916 era programat pentru a interpreta o parte din sonata sa pentru pian, dar recrutarea în armată a împiedicat acest lucru. Încă din tinerețe datează unele puneri pe muzică tonală ale unor poezii, care au fost parțial publicate de el însuși.
A studiat la Graz, Austria, în 1922 și 1923, iar ulterior la Leipzig cu Paul Graener.  Aici a compus piese de muzică de cameră pentru diferite ansambluri, piese pentru orchestră, un concert pentru vioară și orchestră de cameră, un concert pentru violoncel și orchestră de cameră, o simfonie monopartită pentru orchestră mare și un concert pentru orchestră mare.
În 1925, în competiția pentru premiul "George Enescu", Hannenheim a câștigat „Premiul al II-lea pentru compoziție la nivel național". Lucrarea, care a fost interpretată, a fost prima dintre cele șase sonate pentru vioară, compuse în același an. A rămas caracteristic lui Hannenheim să scrie mai multe piese pentru același instrument sau ansamblu aproape simultan. În 1928/29 și-a continuat studiile de compoziție cu Alexander Jemnitz la Budapesta. Hannenheim a fost atunci un elev în școala de măiestrie în compoziție a lui Schoenberg la Academia de Arte Prusac  din Berlin (1929-1932). Schoenberg a avut o înaltă apreciere pentru el, numindu-l "unul dintre cele mai interesante personalități pe care le-am întâlnit vreodată". Este posibil ca Schoenberg să fi fost deosebit de impresionat de Hannenheim pentru că "el a fost aproape singurul care l-ar fi contrazis" (Erich Schmid).
Hannenheim a fost un compozitor prolific și a adoptat  tehnica dodecafonică încă din studenție. Lucrările sale au fost interpretate în cadrul unor concerte la Akademie der Künste (de exemplu, a dirijat premiera unei simfonii într-un concert dedicat elevilor lui Schoenberg în 20 mai 1930 — în program au fost incluse și lucrări semnate de colegii săi studenți Winfried Zillig și Nikos Skalkottas). A compus mai multe piese la acest moment, dar a avut probleme mari în a câștiga suficienți bani pentru a trăi. În 1932, a câștigat "Mendelssohn Staatspreis", în același an având o cădere nervoasă, din care și-a revenit repede, însă. Al doilea său concert pentru pian și orchestra într-o singură parte a fost un succes, fiind apoi difuzat de mai multe posturi de radio peste tot în lume.
Un an mai târziu, în 1933, împreună cu alți colegi, a câștigat "Emil Hertzka-Preis".
Cariera i-a fost încheiată odată cu "Dritte Reich". Hannenheim a fost autor a doar câteva concerte. Lucrările sale au fost interpretate ca aparținând unui  compozitor român în cadrul Festivalului dinaintea celui de-al doilea Război Mondial ISCM (compozitor român, deoarece ISCM a fost interzis oficial de autoritățile muzicale naziste ). Din acel moment, s-a întors înspre aranjarea unor lucrări de muzică tradițională. De la începutul celui de-al Doilea Război Mondial există foarte puține informații despre Hannenheim.
S-a crezut pentru mult timp că Hannenheim a pierit într-un raid aerian Aliat asupra Berlinului și că toate partiturile sale au fost distruse, dar numeroase cântece, sonate pentru pian și cvartete de coarde au ieșit la lumină în ultimii ani. Totuși, se pare că Hannenheim, care a avut intermitente, dar acute probleme psihice, a fost internat în Spitalul de psihiatrie german la Berlin în 1944, iar apoi în Spitalul Eutanasia Obrawalde lângă Międzyrzecz (azi în Polonia). Astfel a supraviețuit regimului nazist, dar a murit la patru luni după terminarea războiului, din cauza unor boli de inimă (conform certificatului de deces).

## Munca
Hannenheim a înregistrat aproximativ 80 de piese pentru voce și pian la Genossenschaft Deutscher Tonsetzer. A folosit poezii de artiști cum ar fi Rainer Maria Rilke, Friedrich Hölderlin, Max Dauthendey, Otto Erich Hartleben, Hermann Hesse, Friedrich Nietzsche, Christian Morgenstern, Rudolf G. Obligatoriu, Arno Holz.
Doar 45 din peste 230 de piese, sunt cunoscute astăzi. Celelalte au fost distruse în haosul de la sfârșitul războiului, sunt uitate sau au fost arse din cauza tulburărilor delirante ale lui Hannenheim.

## Legături externe
- de Norbert von Hannenheim în Catalogul Bibliotecii Naționale a Germaniei (Informații despre Norbert von Hannenheim • PICA • Căutare pe site-ul Apper)
- Musik in Siebenbürgen
- Geschichtspartikel II: Norbert von Hannenheim[nefuncțională]
- http://www.musica-suprimata.eu/Hannenheim-Kolloquium-2015/